# Astephus
Astephus is een uitgestorven geslacht van straalvinnige vissen uit de familie van Noord-Amerikaanse katvissen (Ictaluridae).

## Uitgestorven soorten
- † Astephus antiquus
- † Astephus resimus